# بلانكا (كولورادو)
بلانكا (بالإنجليزية: Blanca, Colorado)‏ هي بلدة تقع في مقاطعة كوستيلا، كولورادو بولاية كولورادو في الولايات المتحدة. تبلغ مساحتها 4.6 (كم²)، وترتفع عن سطح البحر 2364 م، بلغ عدد سكانها 391 نسمة في عام 2000 حسب إحصاء مكتب تعداد الولايات المتحدة وتصل الكثافة السكانية فيها 85 نسمة/كم2.

## وصلات خارجية
- Town of Blanca
- The US50 - Cities and Towns in Colorado State
- Colorado Cities and Towns, Facts, Map, Flag, Colleges, Government, and More